# Mijnenjager

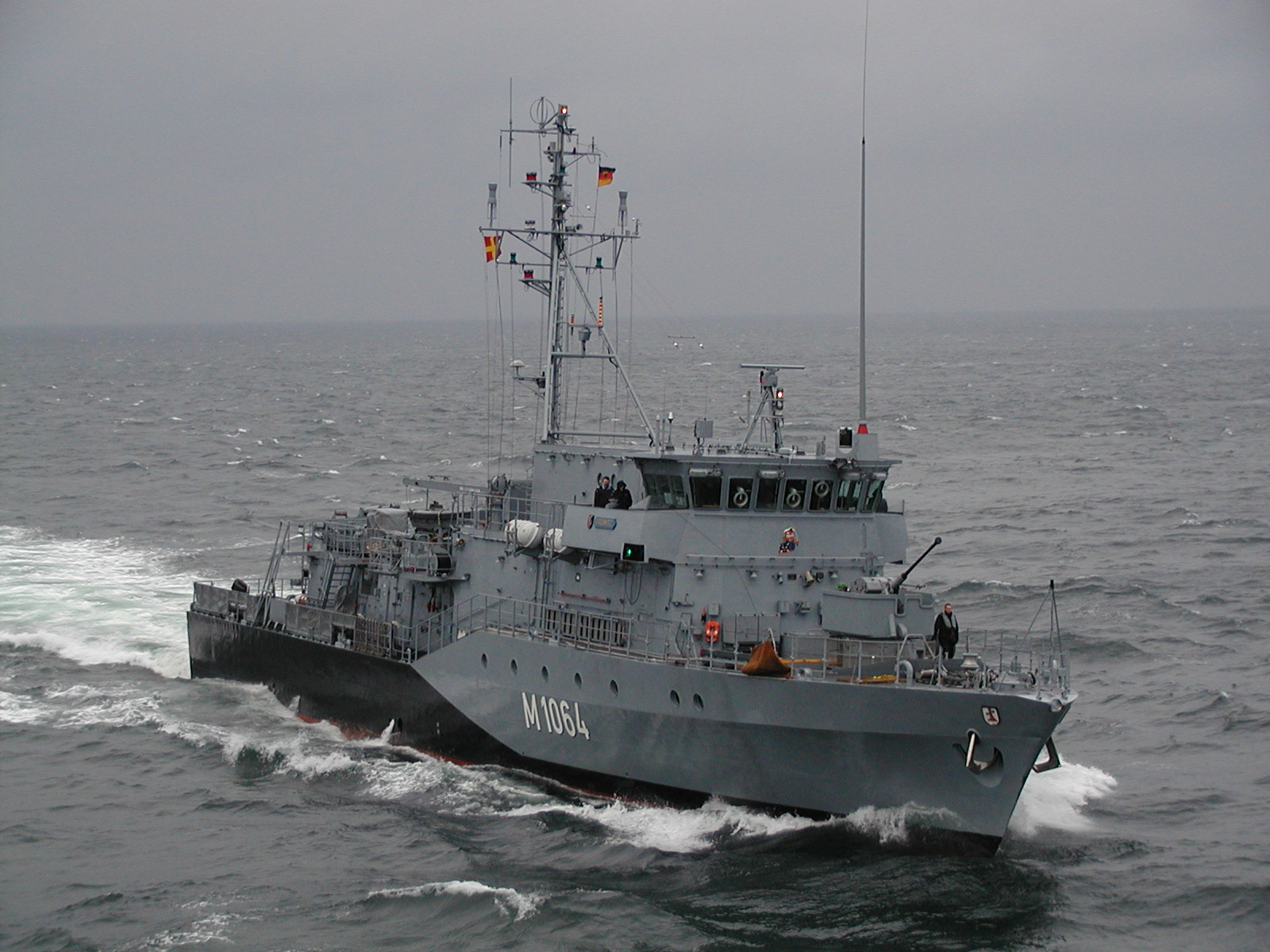
Een Duitse mijnenjager van de klasse 332

Een mijnenjager is een vaartuig ingericht voor het opsporen en vernietigen van zeemijnen.
Anders dan bij vegen, waarbij men met diverse soorten veegtuig een gebied mijnenvrij probeert te maken door het 'blind' te vegen, wordt bij de mijnenjacht met behulp van sonar actief naar mijnen gezocht. Voor de introductie van sonar in het interbellum, maakten mijnenjagers in de Eerste Wereldoorlog gebruik van bemande heliumballonnen. Deze ballonnen werden aan een kabel meegesleept en de bemanning van de ballonnen speurde naar zeemijnen. Wanneer een mijn werd gedetecteerd werd dit door de ballonbemanning via een telefoonkabel doorgegeven aan de scheepsbemanning.
Mijnen worden onschadelijk gemaakt door ze op te blazen met behulp van een springlading die geplaatst wordt door duikers of door een onderwaterrobot.

## Nederland
Bij de Koninklijke Marine werden in de jaren zestig vier mijnenvegers van de Dokkumklasse verbouwd tot mijnenjager. Vanaf 1983 werden voorts de mijnenjagers van de Alkmaarklasse in dienst genomen. Deze zijn gezamenlijk met België en Frankrijk (tri-partite) ontworpen.
Aangezien mijnenjagers in de buurt van zeemijnen opereren zijn deze schepen dusdanig geconstrueerd, dat hun akoestische en magnetische signatuur is geminimaliseerd, twee belangrijke ontstekingsbronnen voor zeemijnen. Geluidsvermindering vindt plaats door installaties met behulp van trillings- en schokdempers zo veel mogelijk te isoleren van de romp. Het gebruik van stille elektrische aandrijvingen en laagmagnetische elektromotoren hebben een reductie van de magnetische signatuur tot gevolg. Doordat zeemijnen kunnen reageren op stalen scheepsrompen werden (en worden) mijnenbestrijdingsvaartuigen zo veel mogelijk van hout en non-magnetische metalen gemaakt. De Tripartitemijnenjagers waren de eerste vaartuigen die geheel van vezelversterkte kunststof (glasvezel en polyester) zijn gemaakt. Binnen de marine hebben ze dan ook bijnamen als "plastic badkuipen" en "tupperware-boten" gekregen.
Mijnenjagers zijn in het algemeen kleine schepen met een geringe diepgang. Ze opereren vaak in vaarwegen en havens. Om een optimale manoeuvreerbaarheid te genereren, worden Voith-Schneider-propellers of roerpropellers ingezet. Een aantal mijnenjagers is voorzien van catamaran romp om een breed en stabiel platform te genereren, met minimaal onderwater contact om een vermindering van de uitgestraalde signatuur bereiken.

## België
De Belgische marine beschikt over vijf mijnenjagers. Deze schepen van de Tripartiteklasse werden in gebruik genomen tussen 1986 met de M916 Bellis, daarna volgden jaarlijks tot 1991 de Crocus, Lobelia, Narcis en M924 Primula.
In januari 2018 kondigde de federale regering de aankoop van zes nieuwe mijnenjagers van de Cityklasse aan om de oude te vervangen voor een bedrag van 1,1 miljard euro. De bestelling zou samen geplaatst worden met de bestelling van eveneens zes mijnenjagers van de Vlissingenklasse voor de Nederlandse Koninklijke Marine. Bij de twaalf schepen horen ook een honderdtal in een toolbox geïntegreerde drones, die cruciale werkinstrumenten voor gebruik op de schepen zullen worden. De Belgische en Nederlandse marine werken al enkele jaren nauw samen voor onder andere de opleiding van matrozen en de aankoop van militair materieel. De eerste kiellegging van het eerste van twaalf mijnbestrijdingsvaartuigen van het Belgisch-Nederlandse rMCM-programma volgde op 30 november 2021 in de scheepswerf van de Naval Group in Concarneau.